# Frölich Dávid
Frölich Dávid (Leibic, 1595 – Lőcse, 1648. április 24.) geográfus, kalendáriumkészítő, csillagász és matematikus, aki jelentős fizikai ismeretekkel is rendelkezett. Magányos alakja századának, korát sok szempontból megelőzte, tanítványa, követője nem volt.

## Élete
Tanulmányait az Odera melletti Frankfurtban végezte, és összesen tizenkét esztendőt töltött külföldi utazásokkal. Különösen magyar, német és latin nyelvű kalendáriumaival olyan hírnévre tett szert, hogy III. Ferdinánd „császári és királyi matematikus” címmel tüntette ki, és nyugdíjat biztosított számára. Hazatérése után Késmárkon élt, és irodalmi munkássága mellett magántanítóként matematikát és történelmet adott elő. Hírnevét azonban nem tudományának köszönhette, hanem annak, hogy elsőként mászta meg a Magas-Tátra csúcsait, mégpedig 1615-ben. A Késmárki-csúcson késmárki diákokkal járt. A csúcsmászás közvetlen indítója egy olvasmány volt: Petrarca túrája a Mons Ventosus-ra az Alpokban. Biztosan nem ez volt az első tátrai csúcsmászás, de ez az első irodalmilag dokumentált, viszonylag pontos adatokkal. Ő maga két művében, az 1639-ben megjelent Medulla Geographiae…-ban, és az 1644-es kiadású Cynosura Viatorumban is leírja ezt az eseményt. Ez nem elsősorban azért érdekes, mert őt mint korai alpinistát ismerjük meg, hanem azért, mert ez alkalommal szerzett megfigyeléseinek leírása mint igazi természettudóst mutatja be egy olyan korban, amikor sokkal inkább szokás volt a régi irodalom vad spekulációit feleleveníteni, mint saját tapasztalatokról beszámolni.

## Munkássága
Frölich Dávid a légnyomásnak a földrajzi magassággal való változását sokkal előbb észlelte, mint ahogy ezt Torricelliről, Pascalról vagy másokról az egyetemes fizika-történetírás feljegyezte. Munkásságában a korának legmodernebbnek számító gondolatok mellett megtaláljuk az előző század, vagy annál régebbi korok babonáit is, de még a 18. században is találkozunk az övéhez hasonló ellentmondásokkal.

## Művei
- Uy es O Kalendariom, Christus Urunk születése után, M.DC.XLII. esztendőre, Lőcse
- Uy es O Kalendariom, Christus Urunk születése után, 1643. esztendőre, Lőcse
- Uy es O Kalendariom, Christus Urunk születése után, 1645. esztendőre, Lőcse

## Érdekességek
- Késmárkon fennmaradt a háza (Hradná ulica 22).
- 1943-ban még megvolt a Bibliája, eredeti beírásokkal, de azóta nyoma veszett. Lipták János Frölichról írt tanulmánya készítésénél még jegyzetelt belőle.